# Z Muscae
Z Muscae är en variabel stjärna av okänd typ (S:) med snabba variationer i ljusstyrkan i stjärnbilden Flugan.
Stjärnan varierar mellan fotografisk magnitud 14,7 och svagare än 17,0 utan påvisad periodicitet.